# Malo Hudo
Malo Hudo je naselje v Občini Ivančna Gorica.